# Zach Kroenke
Zachary B. Kroenke (né le 21 avril 1984 à Omaha, Nebraska, États-Unis) est un lanceur gaucher de baseball qui évolue en 2010 et 2011 pour les Diamondbacks de l'Arizona de la Ligue majeure.

## Carrière
Zach Kroenke est drafté en cinquième ronde par les Yankees de New York en 2005. En 2009, les Diamondbacks de l'Arizona utilisent la procédure du repêchage de règle 5 pour mettre la main sur ce lanceur.
Il fait ses débuts dans les majeures pour Arizona le 10 septembre 2010 et remporte sa première victoire dans les majeures alors qu'il est pour la première fois lanceur partant des Diamondbacks le 1er octobre contre les Dodgers de Los Angeles.
Il effectue quatre sorties, toutes en relève, pour quatre manches lancées avec Arizona en 2011 et sa seule décision est une défaite.